# Лімія (комарка)

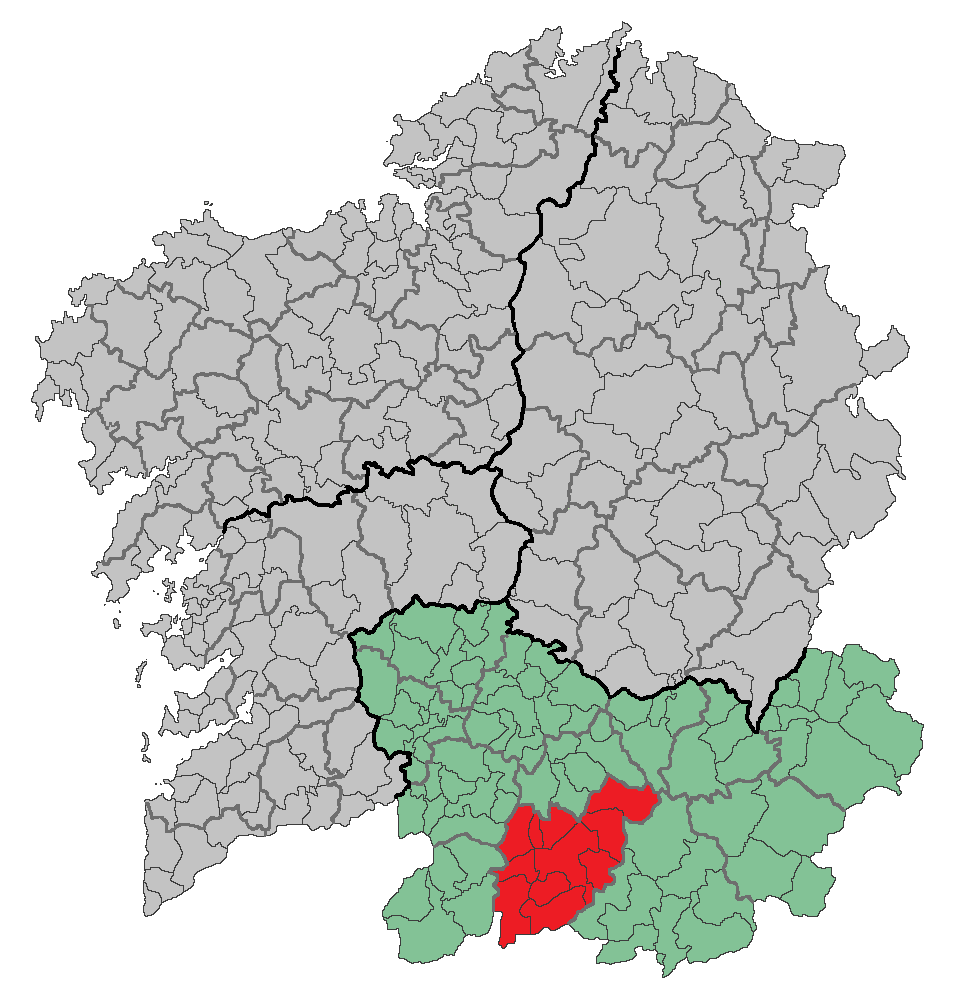
Комарка Лімія

Кома́рка Лі́мія (ісп. comarca de la Limia; гал. comarca da Limia) — комарка в Іспанії, в автономній спільноті Галісія, в провінції Оренсе. Адміністративний центр — Хінсо-де-Лімія. Охоплює 11 муніципалітетів. Площа — 801,9 км². Населення — 24,266 осіб (2006). Також — Лімі́йська кома́рка.